# やくしまるえつこ
やくしまる えつこは、日本の女性歌手、作詞家、作曲家、音楽プロデューサー。
アーティスト兼プロデューサーとしてやくしまるえつこ名義の他に、相対性理論、Yakushimaru Experiment、TUTU HELVETICA、やくしまるえつことd.v.d、熱海のピンチョン、ひらくし°などのプロジェクトで活動するほか、美術作品、文筆、イラスト、朗読、ナレーション、CM音楽、楽曲提供などの幅広い芸術活動を行っている。作詞・作曲を行う際の別名義はティカ・α。
坂本龍一、クリスチャン・フェネス、アート・リンゼイ、鈴木慶一、近田春夫、高橋幸宏、砂原良徳、栗コーダーカルテット、大友良英、Giulietta Machine、ジム・オルーク、d.v.d、菅野よう子、sim、メルツバウ、ECD、ドラびでお、フィッシュマンズ、円城塔ら数々のアーティストとの共作や共演を行い、ポップソングから、ジョン・ゾーンのコブラのような即興セッションへの参加まで、ボーダーレスな活動が特徴的である。

## 来歴
2006年9月、永井聖一、真部脩一、西浦謙助とともに「相対性理論」を結成する。
2009年3月30日、真部脩一とのユニット「TUTU HELVETICA」の曲「well-known blueberry」がHONDAのホームページで発表された。
同年8月、公式ページにて近田春夫作曲、やくしまる（「ティカ・α」名義）作詞による「おやすみパラドックス」が発表される。翌月14日、「分解くんの歌」「宇宙ちゃんの歌」限定無料配信。この曲はインテルのCMソングとなる。
10月21日、シングル「おやすみパラドックス/ジェニーはご機嫌ななめ」（「おやすみパラドックス」TVアニメ『夏のあらし! 〜春夏冬中〜』OPテーマ）発売。近田春夫、高橋幸宏とのコラボシングルである。
2010年5月26日にもシングル「ヴィーナスとジーザス」（TVアニメ『荒川アンダー ザ ブリッジ』OPテーマ）を発売。2010年06月07日付オリコンシングルCDランキングで10位を獲得した。同日には、「いしわたり淳治＆砂原良徳＋やくしまるえつこ」によるコラボシングル「神様のいうとおり」（TVアニメ『四畳半神話大系』EDテーマ）もリリースしている。
9月8日、「新・人間万葉歌〜阿久悠作詞集」にて、「きりきり舞い」（アレンジはGiulietta Machine)を発表。11月17日、シングル「COSMOS vs ALIEN」（TVアニメ『荒川アンダー ザ ブリッジ×2』OPテーマ）発売。坂本龍一、鈴木慶一（ムーンライダーズ）、BOSE（スチャダラパー）、吉田アミ、新房昭之、中村光らが賛辞を寄せている。
2011年1月1日、NHK-FM元日放送『坂本龍一ニューイヤー･スペシャル』が放送される。坂本龍一と5人のミュージシャン、大友良英、菊地成孔、大谷能生、ASA-CHANG、そしてやくしまるによる即興セッションが披露された。3月22日、OTOTOYにて坂本龍一＋やくしまるえつこ『adaptation 05.1 - eyrs 〜 adaptation 05.2 ballet m_canique - eyrs』配信。4月11日にはFISHMANS+『A PIECE OF FUTURE』配信。
5月25日にシングル「ルル/ときめきハッカー」（「ルル」TVアニメ『電波女と青春男』EDテーマ）、10月5日には「やくしまるえつこメトロオーケストラ」名義でのシングル「ノルニル・少年よ我に帰れ」（TVアニメ『輪るピングドラム』OPテーマ）を発売。
10月27日発売の『ユリイカ』11月号で「特集 やくしまるえつこ」が組まれた。ユリイカで若手アーティストの単独の特集が組まれるのは異例となる。本人による書き下ろし短編やイラスト、いがらしみきお、幾原邦彦、松岡正剛、坂本龍一、秋田昌美、宮沢章夫、茂木健一郎、新房昭之らとの往復書簡などが掲載されている。
2012年8月、「ヤミヤミ」がNHK「みんなのうた」で放送。9月26日、シングル「ヤミヤミ・ロンリープラネット」が発売された。同年、個展「ミオデソプシア | myodesopsia」を開催。
2013年4月10日、ソロでは初のアルバムとなる「RADIO ONSEN EUTOPIA」を発売。同年には、森美術館の「LOVE展」や豊田市美術館の「反重力展 浮遊│時空旅行│パラレル・ワールド」に参加。
2014年1月29日、シングル「X次元へようこそ/絶対ムッシュ制」（「X次元へようこそ」TVアニメ『スペース☆ダンディ』EDテーマ）発売。
2016年3月30日、「Yakushimaru Experiment」名義でのアルバム「Flying Tentacles」を発売。即興・朗読・数字を扱う実験コンセプトアルバムとなった。円城塔、クリスチャン・フェネスらが賛辞を寄せている。NTTインターコミュニケーション・センター[ICC]主任学芸員・畠中実によるアルバム解説を収録。4月25日、S-Fマガジン6月号特集「やくしまるえつこのSF世界」発売。S-Fマガジン誌初となる存命中のミュージシャンの特集であった。
5月17日からは、井の頭恩賜公園100周年記念「やくしまるえつこ公園放送」がスタート。7月22日、シングル「ニュームーンに恋して/Z女戦争」（「ニュームーンに恋して」TVアニメ『美少女戦士セーラームーンCrystal デス・バスターズ編』OPテーマ）を発売。9月16日発売の「わたしは人類」は、人類史上初めて音源と遺伝子組換え微生物で発表された作品である。
同年12月、山口情報芸術センターで相対性理論×やくしまるえつこ×YCAM特別企画「天声ジングル － ∞面体」開催。ポップミュージシャンとしては初となる山口情報芸術センターでの特別企画。「天声ジングル」「タンパク質みたいに」「わたしは人類」のインスタレーションを発表。
2017年、アルス・エレクトロニカ・STARTS Prize で日本人初となるグランプリを受賞、オーストリア・リンツで行われた授賞式で「わたしは人類」のライブパフォーマンスが行われた。アルス・エレクトロニカフェスティヴァル（オーストリア）、ボザールエレクトロニックアーツフェスティヴァル（ベルギー）、金沢21世紀美術館で「わたしは人類」が展示された。11月11日公開の映画「南瓜とマヨネーズ」で音楽監修・劇中歌制作を担当、劇中歌のセルフカバーとなる「ヒゲちゃん」を発表した。
2018年1月にはNHK Eテレの科学教育番組「カガクノミカタ」で、やくしまるえつこがオリジナルソングの制作・歌唱を担当し『あたりまえつこ』が登場する新作アニメーションを毎週OA、「あたりまえつこのうた」配信。8月22日 シングル「放課後ディストラクション」（TVアニメ『ハイスコアガール』EDテーマ）シングル及び7インチアナログレコードが発売された。10月9日、国立科学博物館にて、やくしまるえつこ「わたしは人類」インスタレーション＋特別集会「国立科学博物館の相対性理論」開催。金沢21世紀美術館が「わたしは人類」（ver.金沢）をコレクション作品として収蔵、同館史上初めてのポップミュージック/バイオアート作品のコレクションとなった。
11月16日、やくしまるえつこ＋砂原良徳「Ballet Mécanique」（映画「ANEMONE／交響詩篇エウレカセブン ハイエボリューション」挿入歌）配信。
2019年、やくしまるえつこ「わたしは人類」が、森美術館「未来と芸術展：AI、ロボット、都市、生命――人は明日どう生きるのか」と、金沢21世紀美術館「開館15周年記念 現在地：未来の地図を描くために」で展示された。10月30日、シングル「アンノウン・ワールドマップ」（TVアニメ『ハイスコアガールII』EDテーマ）シングル及び7インチアナログレコードが発売された。クリスチャン・フェネスをフィーチャリングした「Human Is (feat. Fennesz)」も配信（手塚治虫生誕90周年記念 火の鳥 COMPILATION ALBUM 『NEW GENE, inspired from Phoenix』収録」）。12月には、WIRED Audi INNOVATION AWARD 2019 を受賞した。
2019年12月から2020年2月まで「YXMR FASHION RESEARCH / やくしまるえつこ衣裳展」が六本木ヒルズ森タワーにて開催。FACETASM、writtenafterwards、SINA SUIENが手がけたやくしまるえつこオリジナル衣装が展示された。2020年2月14日から六本木ヒルズ全域を舞台にした「わたしは人類：ミューテーションヒルズ」が開催、アート・リンゼイ、真鍋大度による「わたしは人類」のリミックスや、ウィスット・ポンニミットによる「わたしは人類」に捧げるマンガが初公開された。
2021年、フジテレビ「第2回世界SF作家会議」番組内作品で声の出演と劇中音楽を担当。翌年OAされた「第3回世界SF作家会議」では映画監督の黒沢清が、やくしまるえつこ「わたしは人類」の魅力を語る映像「黒沢清が語る “やくしまるえつこ『わたしは人類』”」が初公開となった。その後、みらいレコーズYouTubeチャンネルで「黒沢清が語る “やくしまるえつこ『わたしは人類』”（完全版）」が公開された。
2022年、劇場アニメ「RE:cycle of the PENGUINDRUM」前編挿入歌に「OUR GROUND ZEROES」が、後編主題歌に「僕の存在証明」が起用。

## 人物・エピソード
- 相対性理論よりも以前は「熱海のピンチョン」という活動をしていた[9]。
- やくしまるが「相対性理論」と命名した由来は、やくしまるの父親の職業が科学者であることから[9]。
- 「相対性理論」などのプロジェクトのコンセプトを立案・掌握するプロデューサーである[10]。
- レコーディングエンジニアによると、小さな声で話しても遠くまでよく聴こえるほど、倍音成分が非常に多い特殊な声質の持ち主である[11]。
- ライブ中のMCは一言だけで、演奏の合間にゆっくりと水を飲み、演奏中にiPhoneを見ていることもある[12]。
- やくしまるの声による時報サイト"TOKEI Tick Endless"や、真鍋大度との3Dサイトなど、メディアアーティストとのWEB作品も多い[13][14][15]。
- ファッションブランドとの企画やファッション誌の連載などでモデルとしての活動も行う[16][17]。
- 漫画や小説を読むのが趣味で、好きな作品に『ヴィンランド・サガ』、いがらしみきお作品、トマス・ピンチョンやJ・G・バラードの小説などを挙げている[18][9][19]。
- ボーカル以外にも「EOG演奏」という自分自身の生体データを用いた独自の演奏や、やくしまるえつこオリジナル楽器dimtaktの開発・演奏、Oculus Riftを使用したステージコントロールも行う[20][21][22]。
- 相対性理論でもお馴染みのキャッチーなメロディーだけに留まらず、それに更に変則的（変態的）な展開が加わるのが「やくしまるえつこ」の曲の大きな特徴のひとつとされる[20]。
- 相対性理論として到達した言葉と音の関係が「COSMOS vs ALIEN」で更に遥か先へと更新され、「ノルニル・少年よ我に帰れ」では一つの大きな到達点を迎えたとされている[20]。
- 自身の作品を全てセルフプロデュースで作りながら、いくつもの姿を巧みに使い分けるようなその姿勢は「自分自身の実在性／非実在性と自由に戯れ、時に細胞分裂を繰り返しては、そのイメージを一作ごとに更新し続けるアーティストとしてのやくしまるえつこ、当事者でもあり、自分とそっくりの似姿を生み出しもし、さらにはすべてを支配するプロデューサーでもある」と評される[20]。
- オリジナルの"9次元楽器"であるdimtakt（ディムタクト）を使用している。
- S-Fマガジンにて、ヴィジュアル・ストーリイ「あしたの記憶装置」を連載している。
- 日本人として初めて、メディアアート界のオスカーともいわれるアルス・エレクトロニカ・STARTS Prizeのグランプリを受賞した。
- 金沢21世紀美術館が、やくしまるえつこの「わたしは人類」（ver.金沢）を同館史上初めてのポップミュージック/バイオアート作品のコレクション作品として収蔵している。

## 他アーティストによる評価
- スチャダラパーのBOSE曰く、「気がついている人も多いと思うが、世界は去年ぐらいから完全に、やくしまるさんを中心に回り始めている。」[12]と述べている。
- エンジニアのZAKによると「彼女の声を聞いていてコトダマというコトバ（文字と音）を思い浮かべた。それくらい声（口から発せられる音）が純化している。」[20]と述べている。
- 映画監督の黒沢清はやくしまるえつこの声について「いま世界で起きている憎悪と復讐の連鎖を止められるのは、この歌声だけかもしれない、と本気で思った。」と賛辞を寄せている。
- 漫画家の押切蓮介は「ハイスコアガール」のヒロイン大野とやくしまるについて「やくしまるさんは大野さんの心の代弁者。若しくはミュージシャンになった大野さんそのものでねぇのか。」と語っている。
- 学芸員の高橋洋介は「わたしは人類」について、「生命を情報を記録・複製する一種の機械とみなすことによって音楽の構造や制度を解体し、既存の概念を揺るがす。だからこそ、わたしたちは、それを一瞬の娯楽やありふれた時代のサンプルとしてではなく、連綿と続く伝統を革新し、新たな表現の歴史を切り開く真の芸術作品としてみるのだ。なにより、ひとつの楽曲としては、きわめて多面的な側面を含む「わたしは人類」もまた、彼女の探求のごく一部が結晶化したにすぎず、さらなる予想外の可能性を開くための契機のひとつにほかならない。やくしまるえつこが、一介の音楽家ではなく、現代のアーティストを名乗るにふさわしい理由は、ここにある。」と賛辞を贈っている。

## ディスコグラフィ
ソロ名義の作品を記載。相対性理論のリリース作品は該当記事を参照

### シングル
| 枚   | リリース日     | タイトル                                     | 規格品番   |
| ---- | -------------- | -------------------------------------------- | ---------- |
| 1st  | 2009年10月21日 | おやすみパラドックス／ジェニーはご機嫌ななめ | KICM-1296  |
| 2nd  | 2010年5月26日  | ヴィーナスとジーザス                         | KICM-1312  |
| 3rd  | 2010年11月17日 | COSMOS vs ALIEN                              | KICM-1323  |
| 4th  | 2011年5月25日  | ルル／ときめきハッカー                       | KICM-1340  |
| 5th  | 2011年10月5日  | ノルニル・少年よ我に帰れ                     | KICM-3238  |
| 6th  | 2012年9月26日  | ヤミヤミ・ロンリープラネット                 | RZCM-59131 |
| 7th  | 2014年1月29日  | X次元へようこそ／絶対ムッシュ制              | VTCL-35175 |
| 8th  | 2016年7月22日  | ニュームーンに恋して/Z女戦争                 | KICM-1707  |
| 9th  | 2016年9月16日  | わたしは人類                                 | －         |
| 10th | 2018年8月22日  | あたりまえつこのうた                         | COCB-54288 |
| 11th | 2018年8月22日  | 放課後ディストラクション                     | QAMR-99999 |
| 12th | 2019年10月30日 | アンノウン・ワールドマップ                   | QAMR-11111 |

- やくしまるえつこ/セーラーウラヌス(皆川純子)&セーラーネプチューン(大原さやか) 名義

ニュームーンに恋して/eternal eternity（2016年4月27日 KIZM-423～4）（CD+DVD)

### アルバム
やくしまるえつこ 名義
| 枚  | リリース日    | タイトル            | 規格品番                 |
| --- | ------------- | ------------------- | ------------------------ |
| 1st | 2013年4月10日 | RADIO ONSEN EUTOPIA | XNMR－01225 RZCM-59360/B |

Yakushimaru Experiment 名義
| 枚  | リリース日    | タイトル         | 規格品番   |
| --- | ------------- | ---------------- | ---------- |
| 1st | 2016年3月30日 | Flying Tentacles | RZCM-86085 |

### 配信シングル
- 坂本龍一+やくしまるえつこ「adaptation 05.1 - eyrs 〜 adaptation 05.2 ballet m_canique - eyrs」（2011年3月15日） [24]
- やくしまるえつこ「やくしまるえつこ車内放送 大月⇔河口湖」（2012年8月15日） [25]
- やくしまるえつこ「チア・チア」（2014年10月24日） [25]
- やくしまるえつこ「一月一日」（2014年12月30日）
- やくしまるえつこ「わたしは人類」（2016年9月16日）
- やくしまるえつこ「フラッシュ オブ ドーパミン」（2017年3月25日）
- やくしまるえつこ「ヒゲちゃん」（2017年9月1日）
- やくしまるえつこ＋砂原良徳「Ballet Mécanique」（2018年11月16日）
- やくしまるえつこメトロオーケストラ「僕の存在証明」（2022年4月29日）
  1. 僕の存在証明
  2. OUR GROUND ZEROES

### 映像作品
- Etsuko Yakushimaru - “I’m Humanity” (Mutated at YCAM) / やくしまるえつこ『わたしは人類』（変異ver. at YCAM）

### その他のソロ曲
- やくしまるえつこ『朗読CD』 （STUDIO VOICE 2009年7月号特別付録）
  1. 森の神 (作 夢野久作)
  2. 奇巌城 アルセーヌ・ルパン (作 モーリス・ルブラン Music ECD)
  3. 山のコドモ (作 岡本かの子 Music Merzbow)
- やくしまるえつこメトロオーケストラ『ノルニル・少年よ我に帰れ』リミックスCD （ノルニル・少年よ我に帰れ先着購入者特典）
  1. ノルニル remixed by Ametsub
  2. 少年よ我に帰れ remixed by DJ BAKU
- やくしまるえつこ （2009年9月14日） - 着うた配信限定[4]
  1. 分解くんの歌
  2. 宇宙ちゃんの歌
- やくしまるえつこ「きりきり舞い」 （「新・人間万葉歌〜阿久悠作詞集」収録）
- やくしまるえつこ「ピーターラビットとわたし」 （『大貫妙子トリビュート・アルバム　-Tribute to Taeko Onuki-』収録）
- やくしまるえつこ「乙女のポリシー」 （「美少女戦士セーラームーン THE 20TH ANNIVERSARY MEMORIAL TRIBUTE」収録）
- やくしまるえつこ「惑星タントラ」 （MONDO GROSSO「Attune/Detune」収録）
- やくしまるえつこ「わたしは人類」(Arto Lindsay remix)（「わたしは人類：ミューテーションヒルズ」で発表）
- やくしまるえつこ「わたしは人類」(Daito Manabe remix)（「わたしは人類：ミューテーションヒルズ」で発表）
- やくしまるえつこ「Human Is (feat. Fennesz)」 （「手塚治虫生誕90周年記念 火の鳥「NEW GENE, inspired from Phoenix」収録）（2019年10月30日）

### 参加ユニット
- やくしまるえつこ と d.v.d
  - 2010年4月7日に1stアルバム『Blu-Day』（DVD付き）をリリース。
  - 2011年12月に『Gurugle Earth』をリリース。
- いしわたり淳治＆砂原良徳＋やくしまるえつこ
  - 2010年5月26日にシングル「神様のいうとおり」をリリース。
- FISHMANS＋
  - 2011年4月11日に「A PIECE OF FUTURE」をリリース。

### 参加作品
- detune. 「sono」 - コーラスとヴォイスで参加。
- オムニバス 「ウクレレ手塚治虫」 - 「栗コーダーカルテット＆やくしまるえつこ」として、「バンパイヤ」をカバー。
- ジム・オルーク 「All Kinds of People 〜Love Burt Bacharach〜 produced by Jim O'Rourke」 - 「Anonymous Phone Call」に参加。
- 鈴木慶一 「Keiichi Suzuki:Music for Films and Games」 - 「SMILES and TEARS 2010」に参加。
- YAMP KOLT 「yes」 - 「おひさまは太陽」、「after all」 - 「おひさまは太陽(玉乗りヴァージョン)」、「チュウイング」 - 「おひさまは太陽(火山島ヴァージョン)」に参加。
- 大島輝之 「The Sounds Fur Klastar Point」 - オペレーターとして参加。
- 湯浅湾 「浮波」 - DISC2『ミミズ』に参加。
- 新・人間万葉歌〜阿久悠 作詞集 - 「きりきり舞い」（編曲・演奏 Giulietta Machine）をカバー
- コーネリアス 「NHK デザインあ サウンドトラック」 - 「やじるしソング」に歌唱で参加。[26]
- 松本隆トリビュート・カバーアルバム「風街であひませう」 - 「はいからはくち」をカバー[27]。
- Jimanica 「GRAND AGE」 - 「Lost Innocence」に作詞・歌唱で参加[28]。
- MONDO GROSSO 「何度でも新しく生まれる」 - 「応答せよ (VOCAL : やくしまるえつこ)」に作詞・共同プロデュース・歌唱で参加。

### 楽曲提供
- SMAP 「GAIAにおねがい」 - 作詞・編曲を担当。
- 山下智久 「愛、テキサス」 - 作詞・編曲を担当。[29]
- ももいろクローバーZ
  - 「Z女戦争」 - 作詞・作曲を担当。
  - 「HAPPY Re:BIRTHDAY」 - 作詞・作曲・編曲を担当。
  - 「ニュームーンに恋して」 - 作詞・作曲・編曲を担当。
- 堀江美都子
  - 「ニュームーンに恋して」 - 作詞・作曲・編曲を担当。
- 花澤香菜
  - 「こきゅうとす」 - 作詞・作曲・編曲・アートディレクション・ミュージックビデオ監督を担当。
  - 「アブラカタブラ片思い」 - 作詞・作曲・編曲を担当。
- 美少女戦士セーラームーンCrystal
  - 「革命はナイト＆デイ」 - 作詞・作曲・編曲を担当。
- MONDO GROSSO  VOCAL : 齋藤飛鳥 (乃木坂46)　
  - 「惑星タントラ」 - 作詞・共同プロデュースを担当。

## ミュージックビデオ
| 公開日     | 監督                           | 曲名                                                         | 備考                                     |
| ---------- | ------------------------------ | ------------------------------------------------------------ | ---------------------------------------- |
| 2009/08/31 | 冨永昌敬                       | おやすみパラドックス（short ver.）                           |                                          |
| 2009/11/15 | みらい制作                     | ジェニーはご機嫌ななめ                                       |                                          |
| 2010/04/07 | みらい制作                     | ミス・パラレルワールド                                       |                                          |
| 2010/05/26 | 川村真司＋細金卓矢             | いしわたり淳治&砂原良徳＋やくしまるえつこ / 神様のいうとおり |                                          |
| 2011/05/19 | 真鍋大度                       | ルル（short ver.）                                           | ロボットアーム制御：石橋素               |
| 2011/05/28 | 真鍋大度                       | ときめきハッカー(short ver.）                                | ロボットアーム制御：石橋素               |
| 2011/10/05 | 真鍋大度                       | ノルニル【short ver.】(ブラック)                             |                                          |
| 2011/10/07 | 真鍋大度                       | ノルニル【short ver.】(ホワイト)                             |                                          |
| 2011/12/06 | 真鍋大度                       | 少年よ我に帰れ(short ver.)                                   |                                          |
| 2012/09/28 | Rhizomatiks                    | ロンリープラネット（Post A）                                 |                                          |
| 2012/09/2  | 山口崇司                       | ヤミヤミ（Short ver.）                                       |                                          |
| 2013/04/08 | 山口崇司+みらい制作            | ロンリープラネット(RADIO ONSEN EUTOPIA)                      |                                          |
| 2014/01/29 | みらい制作                     | 絶対ムッシュ制                                               |                                          |
| 2014/01/29 | 本間無量+真鍋大度+石橋素       | X次元へようこそ (Short ver.)                                 | テックサポート：柳澤知明, 坂本洋一       |
| 2015/01/01 | 山口崇司+みらい制作            | ロンリープラネット（Post Office）                            |                                          |
| 2015/08/09 |                                | 光と光と光と光の記録(short ver.)                             |                                          |
| 2016/03/30 | 山口崇司                       | ウラムの螺旋より                                             |                                          |
| 2017/05/09 | 山口崇司                       | わたしは人類                                                 |                                          |
| 2017/05/09 | わたしは人類(変異ver. at YCAM) |                                                              |                                          |
| 2018/01/30 | 冨永昌敬                       | ヒゲちゃん                                                   |                                          |
| 2018/11/28 |                                | Ballet Mécanique(short ver.)                                 |                                          |
| 2019/03/29 | 山口崇司                       | 放課後ディストラクション                                     | Illustration: 押切蓮介、やくしまるえつこ |
| 2020/04/02 | やくしまるえつこ               | わたしは人類 (Manga:Wisut Ponnimit)                          |                                          |
| 2020/06/19 | 山口崇司                       | アンノウン・ワールドマップ                                   | Illustration: 押切蓮介、やくしまるえつこ |

## 展覧会
- 2012年	
  - やくしまるえつこ「ミオデソプシア | myodesopsia」TALION GALLERY、東京
  - アートアクセスあだち「音まち千住の縁」東京
- 2013年	
  - 「LOVE展」森美術館、東京
  - 「反重力展　浮遊│時空旅行│パラレル・ワールド」豊田市美術館、愛知
- 2016年
  - 「天声ジングル」山口情報芸術センター、山口
  - 「タンパク質みたいに」山口情報芸術センター、山口
  - 「わたしは人類」山口情報芸術センター、山口
  - KENPOKU ART 2016 茨城県北芸術祭、茨城
- 2017年
  - アルスエレクトロニカフェスティヴァル、オーストリア
  - ボザールエレクトロニックアーツフェスティヴァル、ベルギー
  - 「死なない命」金沢21世紀美術館、石川

- 2018年
  - 「わたしは人類」インスタレーション＋特別集会「国立科学博物館の相対性理論」、国立科学博物館、東京
- 2019年
  - 「開館15周年記念　現在地：未来の地図を描くために」金沢21世紀美術館、石川
- 2019年〜2020年
  - 「未来と芸術展：AI、ロボット、都市、生命――人は明日どう生きるのか」森美術館、東京
  - 「YXMR FASHION RESEARCH / やくしまるえつこ衣裳展」六本木ヒルズ森タワー、東京
- 2020年
  - 「わたしは人類：ミューテーションヒルズ」六本木ヒルズ、東京
  - 「ヒストポリス -絶滅と再生-展」GYRE GALLERY、東京
- 2021年
  - 「やくしまるえつこ / 相対性理論 – “わたしは人類”」BALLPARK FANTASIA、神奈川

## 受賞歴
- アルス・エレクトロニカ・STARTS Prize 2017 グランプリ - やくしまるえつこ「わたしは人類」Etsuko Yakushimaru – “I’m Humanity”
- WIRED Audi INNOVATION AWARD 2019 - やくしまるえつこ

## イラスト提供
- TVアニメ「夏のあらし! 〜春夏冬中〜」第2話エンドカードイラスト
- GAINAX 「SF百景」 - [30]
- 菅野よう子×手嶌葵 「Because」 - ジャケットイラストを担当。
- HMV ONLINE 「HMVアニメ！」 - オリジナルキャラクター「えっちゃん店長」を描き下ろし。[31]
- 今日マチ子とのコラボマンガ[32]
- 『公式版 すばらしいフィッシュマンズの本』（INFASパブリケーションズ） - やくしまるえつこ 描き下ろしイラスト「大雨洪水警報」掲載
- TVアニメ「スペース☆ダンディ」 - ED宇宙人イラスト
- ユリイカ2012年10月号 特集ジョン・ケージ　鳴り続ける〈音〉 生誕100年／没後20年  - 「彼女は本当に泥棒だった」を寄稿 [33]
- ユリイカ2015年1月号 特集 ゴダール2015  - 漫画「ことばのあやとり」を寄稿
- ユリイカ2016年2月臨時増刊号 特集 江口寿史  - 描き下ろしマンガ「かわいい最終決戦」を寄稿
- Molt Beats - ジャケットのインナーイラストを担当[34]
- 相対性理論、やくしまるえつこの全作品のイラスト。

## 執筆・寄稿
- SFマガジン やくしまるえつこ「あしたの記憶装置」（隔月連載）[35]
- 『ヘンリー・ダーガー  非現実を生きる』（平凡社コロナ・ブックス） - 詩を寄稿[36]
- いがらしみきお 「泣きたい日のぼのぼの」 - やくしまるえつことの特別インタビュー企画収録[37]
- ユリイカ 2011年11月号 特集 やくしまるえつこ  - やくしまるえつこ書下ろし短篇「寿堂」[20]
- ユリイカ 2012年10月号 特集ジョン・ケージ　鳴り続ける〈音〉 生誕100年／没後20年  - 「彼女は本当に泥棒だった」を寄稿 [33]
- 週刊ヤングジャンプ 増刊「アオハル bitter」 - やくしまるえつこ描き下ろしマンガ『美食戦隊グルメシヤ』[38]
- CINRA主催イベント「NEWTOWN」ロゴ描き下ろし。
- 黒沢清監督作品「散歩する侵略者」劇場用公式プログラム - 描き下ろしドローイングを寄稿。
- 円城塔 × やくしまるえつこ『星間文通』(文学ムック「たべるのがおそい」vol.2)
- 「アート・リンゼイ―実験と官能の使徒」 - ドローイング、コラージュ、テキストを寄稿
- 中原昌也リミックス作品集「虐殺ソングブック remix」- 『中原昌也 作業日誌 2004→2007』(やくしまるえつこ “type_ナカハラ_BOT_Log” remix) を寄稿

## 出演

### CM
- インテル 「分解くん」と「宇宙ちゃん」 - CMソングを担当。
- 江崎グリコ 「プッチンプリン」 - 「プッチン大統領／記者会見篇」でCMソングを担当。
- サッポロビール 「シルクヱビス」 - CMソングを担当。
- 資生堂 「マシェリ」 - CMソングを担当。
- 東京エレクトロン 「いつも、そばに」 - CMソング・ナレーションを担当。[39]
- 花王 「ソフィーナ jenne」 - CMソングを担当。[40]
- ウィルスバスター「クラウド少女」- webCM音楽の作詞・作曲・歌唱を担当。[41]
- ACジャパン 「みんな大好きだから」 - キャンペーンCMソングの作詞作曲、歌唱を担当。
- ルミネ 「i LUMINE（アイルミネ）」 - 特設サイト&TVCMでナレーションを担当。
- 海遊館 「NEW KAIYUKAN はじまる」- 歌とナレーションを担当。
- JT「桃の天然水」 - CMソングを担当。
- ロッテ「小梅」-「わたしの恋もいつかきっと篇」でCMソングを担当。[42]
- 村田製作所チアリーディング部テーマソング - 作詞・作曲・編曲・歌唱を担当。 やくしまるえつこ『チア・チア』[43]
- ミスタードーナツ「どっちにとろける」「甘いおねだり」 - 歌とナレーションを担当。
- カゴメ「ラブレ」- 「はじめてのチュウ」の歌とナレーションを担当。
- クノールスープDELI® - CMソングを担当
- Nintendo Switch「ヨッシークラフトワールド」- TVCMのナレーションを担当。
- RED BULL MUSIC FESTIVAL TOKYO 2018 のTVCMに出演。

### テレビナレーション
- 久保ヒャダこじらせナイト（2012年12月1日、2013年4月4日・6月1日、フジテレビ） えとこえ（台本無しの即興ナレーション&イラスト）を担当
- NHK番組たまご「モノゴコロ」（2013年8月31日、NHK総合）
- 久保みねヒャダこじらせナイト（2013年10月19日 - 、フジテレビ） えとこえ（台本無しの即興ナレーション&イラスト）をレギュラー担当
- 久保みねヒャダこじらせナイト - 「こじらせオールスターズ」のメンバーとして、「WE ARE THE ひとり 2015ver.」に歌唱で参加。
- 新春テレビ放談2015（2015年1月3日、NHK総合）
- 欲望の資本主義～ルールが変わる時～（2016年5月28日、NHK総合） 語り
- FNS27時間テレビフェスティバル！（2016年7月23日〜24日、フジテレビ系）「ニーナちゃん」の声
- NEXT 未来のために「ミクとかなでる先生の夢～冨田勲 ラストコンサート～」（2016年12月17日 NHK総合）語り
- BS1スペシャル「欲望の資本主義2017 ルールが変わる時」（2017年1月3日、NHK BS1） 語り
- BS1スペシャル「欲望の民主主義 世界の景色が変わる時」（2017年4月23日、NHK BS1） 語り
- BS1スペシャル「欲望の資本主義2018～闇の力が目覚める時～」語り
- BS1スペシャル「欲望の資本主義2019～偽りの個人主義を越えて～」語り
- BS-TBS「天才絵師・伊藤若冲　世紀の傑作はこうして生まれた」語り
- BS1スペシャル「欲望の資本主義2020～日本・不確実性への挑戦～」語り
- BS1スペシャル「欲望の民主主義2021 格差拡大　社会の深部に亀裂が走る時」（2021年1月1日、NHK BS1） 語り
- BS1スペシャル「欲望の資本主義2022 成長と分配のジレンマを越えて」 語り
- BS1スペシャル「欲望の資本主義2023 逆転のトライアングルに賭ける時」（2023年1月1日、NHK BS1） 語り

### テレビ
- 第2回世界SF作家会議（2021年１月６日、フジテレビ）番組内作品で声の出演と劇中音楽を担当。

### 公共放送
- 井の頭恩賜公園100周年記念「やくしまるえつこ公園放送」（2016年 5月17日）

### ミュージックビデオ
- 相対性理論「FLASHBACK」（監督：黒沢清）